# Johannes Busmann
Johannes Busmann (* 20. Mai 1961 in Wuppertal) ist ein deutscher Hochschullehrer und Verleger.

## Leben und Wirken

### Akademische Laufbahn
Busmann legte sein Abitur am heutigen Carl-Fuhlrott-Gymnasium in Wuppertal ab. Das Studium an der Gesamthochschule Wuppertal schloss er 1989 mit dem Ersten Staatsexamen für das Lehramt in den Fächern Kunst und Musik ab. Tätigkeit als Wissenschaftlicher Assistent und 1993 Promotion zum Dr. phil. im Fach Kunstgeschichte an der Gesamthochschule Wuppertal mit dem Thema „Der Architekt Alfons Leitl 1909–1975. Die revidierte Moderne.“ Seit 2005 ist er Professor für Mediendesign und seine Didaktik an der Bergischen Universität Wuppertal.

### Tätigkeiten als Herausgeber, Verleger und Inhaber einer Agentur
1990 gründete er die Zeitschrift „polis – Zeitschrift für Stadt und Baukultur“, bei der er als Herausgeber und Chefredakteur fungiert. Die vierteljährlich erscheinende Zeitschrift führt den heutigen Titel „polis – Magazin für Urban Development“. Im gleichen Jahr erfolgte von ihm die Gründung des Verlags Müller + Busmann GmbH & Co. KG. Die Agentur „logos Kommunikation und Gestaltung“ gründete Busmann 1994.
Als Verlagsleiter des Architekturverlags in der Verlagsgruppe Rudolf Müller/Köln war Busmann 2000 bis 2001 tätig. Dann erfolgte 2001 von ihm die Gründung des Architekturmagazins „build Das Architekten-Magazin“, in zweimonatiger Erscheinungsweise, bei dem er als Herausgeber und Chefredakteur fungiert.

### Weitere Tätigkeiten
2002 wurde Johannes Busmann berufenes Mitglied der Deutschen Akademie für Städtebau und Landesplanung (DASL)/NRW und 2004 Mitglied und Leiter des Forum Marketing im German Council of Shopping Centers / Ludwigsburg. Er ist seit 2005 Mitglied des Kuratoriums der Carl Richard Montag-Förderstiftung. Im gleichen Jahr wurde er zum Vorsitzenden des Aufsichtsrates der HHS Planer + Architekten AG berufen.
Von Januar 2000 bis Mai 2002 wirkte er als Projektbeauftragter der Stadt Wuppertal zur Standortentwicklung des städtebaulichen Großprojektes Döppersberg/Innenstadt. In ähnlicher Funktion wurde er von der Stadt Wuppertal im Februar 2014 wieder eingesetzt.

### Familie
Johannes Busmann, Sohn des Bildhauers Eugen Busmann, ist „bekennender Wuppertaler“ und Vater zweier Kinder.

## Auszeichnungen und Ehrungen
- 1995: von der Heydt-Kulturpreis (Förderpreis)